# Guido Brause
Guido Georg Wilhelm Brause (* 7. August 1847 in Kochanowitz, Provinz Schlesien; † 17. Dezember 1922 in Berlin) war ein deutscher Offizier und Botaniker. Sein offizielles botanisches Autorenkürzel lautet „Brause“.

## Leben
Brause war das zweitälteste von sechs Geschwistern. Sein Vater war Generalbevollmächtigter des Prinzen von Hohenlohe-Ingelfingen in Koschentin. Nach dem Besuch der Gymnasien in Neisse und Oppeln wurde er Artillerieoffizier in der Preußischen Armee. Während des Krieges gegen Frankreich nahm er 1870/71 unter anderem an der Belagerung von Metz sowie den Schlachten bei Le Mans und Vionville teil. Später war er im 1. Brandenburgischen Feldartillerie-Regiment Nr. 3 in Brandenburg an der Havel und im 2. Garde-Feldartillerie-Regiment in Potsdam tätig, zuletzt als Oberstleutnant.
Nach der Pensionierung 1905 wandte er sich seinem Hobby, der Botanik zu und arbeitete als freiwilliger Mitarbeiter am Botanischen Museum und Garten in Berlin und war ab 1906 im Botanischen Verein der Provinz Brandenburg. Er befasste sich hauptsächlich mit Farnen. Dabei wurde er von Georg Hans Emmo Wolfgang Hieronymus angeleitet. Er arbeitete sich so gut ein, dass ihm selbständige Bestimmungsarbeiten anvertraut wurden. Er veröffentlichte gemeinsam mit Hieronymus und auch selbständig zum Beispiel in Adolf Englers Botanischen Jahrbüchern und in der Hedwigia.

## Schriften
- Die Farnpflanzen. In: Gustav Lindau (Hrsg.): Kryptogamenflora für Anfänger. Band 6, Springer 1914 (zusammen mit Wilhelm Lorch, Die Torf- und Lebermoose)